# Barbasphecia
Barbasphecia is een geslacht van vlinders uit de familie wespvlinders (Sesiidae), onderfamilie Sesiinae.
Barbasphecia is voor het eerst wetenschappelijk beschreven door Pühringer & Sáfián in 2011. De typesoort is Barbasphecia hephaistos.

## Soorten
Barbasphecia omvat de volgende soorten:
- Barbasphecia ares Pühringer & Sáfián, 2011
- Barbasphecia hephaistos Pühringer & Sáfián, 2011